# Smeagoll (Gollum)
Gollum je lik iz serijala Gospodar prstenova J.R.R. Tolkiena.
Gollum nekoć bijaše sasvim običan hobit koji se zvao Sméagol. Jednog dana njegov prijatelj, Déagol, u rijeci Anduinu pronalazi prsten. Smeagol zbog zavisti ubija svog rođaka i oduzima mu prsten, Sauronov Jedinstveni Prsten. Zbog Prstenove moći Gollum poludi i uskoro ga ostali iz njegova sela protjeruju. Odvojen od svih Smeagolu Prsten produžuje život (oko 500 godina) ali ga pretvara u biće koje mi znamo pod imenom Gollum.